# Wilde Gomes da Silva
Wilde Gomes da Silva, noto semplicemente come Wilde (Orós, 14 aprile 1981), è un giocatore di calcio a 5 brasiliano, campione del mondo con la nazionale brasiliana nel 2008 e nel 2012.

## Palmarès

### Club

#### Competizioni nazionali
- Campionato brasiliano: 1
Ulbra: 2003
- Campionato spagnolo: 7
ElPozo Murcia: 2005-06, 2006-07, 2008-09, 2009-10
Barcellona: 2010-11, 2011-12, 2012-13
- Campionato russo: 1
Dinamo Mosca: 2016-17
- Coppa di Spagna: 5
ElPozo Murcia: 2007-08, 2009-10
Barcellona: 2010-11, 2011-12, 2012-13
- Coppa del Re: 4
Barcellona: 2010-11, 2011-12, 2012-13, 2013-14
- Supercoppa di Spagna: 3
ElPozo Murcia: 2006, 2009
Barcellona: 2013

#### Competizioni internazionali
- Coppa UEFA: 2
Barcellona: 2011-12, 2013-14
- Coppa Iberica: 1
ElPozo Murcia: 2007

### Nazionale
- Campionato mondiale: 2
2008, 2012